# Tanytarsus fuscithorax
Tanytarsus fuscithorax är en tvåvingeart som beskrevs av Frederick Askew Skuse 1889. Tanytarsus fuscithorax ingår i släktet Tanytarsus och familjen fjädermyggor. Inga underarter finns listade i Catalogue of Life.